# Curt Tillmann
Curt Tillmann (* 23. Oktober 1894 in Mannheim; † 13. August 1981 ebenda) war ein deutscher Buchhändler, Erzähler und Essayist.

## Leben
Nach der Promotion zum Dr. phil. 1923 in München war er tätig als Buchhändler und Sammler von Buchumschlägen. Seine Sammlung umfasst ca. 70.000 Buchumschläge vom Ende des 19. Jh. bis in die 1960er Jahre, teils auch Entwurfszeichnungen, etwa von Jan Tschichold und weitere. Umfangreich gestaltete sich seine Arbeit zu dem Lexikon der Burgen und Schlösser, dessen erste druckbereite Ausarbeitung 1944 bei einem Bombenangriff vernichtet wurde, das er dann neu erarbeitete und schließlich 1961 mit dem Kartenband fertigstellen konnte.
Er lebte um 1952 in Heidelberg und seit 1958 wieder in Mannheim. Das Buchumschlagarchiv Tillmann ist Eigentum des Deutschen Literaturarchivs im Schiller-Nationalmuseum in Marbach.

## Schriften (Auswahl)
- Lexikon der deutschen Burgen und Schlösser. 4 Bde. Stuttgart 1958–1961.
- Sammlerglück mit Zeitschriften und Buchumschlägen. Ein Steckenpferd. München 1954, OCLC 313829532.
- Rund um den photographischen Zauberkasten. Kindheitserinnerungen an das Atelier Tillmann-Matter in Mannheim. Mannheim 1958, OCLC 5271209.
- Im Dutzend teurer. Erinnerungen eines Buchhändlers. Mannheim 1975, OCLC 602775456.